# Il grande Blek
Il grande Blek is een Italiaanse strip die voor het eerst werd uitgegeven op 3 oktober 1954 door Editoriale Dardo. De strip werd geschreven en geïllustreerd door Giovanni Sinchetto, Dario Guzzon en Pietro Sartoris, ook bekend als het trio EsseGesse. 
Het verhaal speelt zich af ten tijde van de Amerikaanse Onafhankelijkheidsoorlog. Blek is een bendeleider die vecht tegen de roodrokken, het symbool van de Britse koloniale onderdrukking. Zijn beste vrienden zijn zijn stiefzoon Roddy Lassiter en professor Cornelius Occultis. 

## Geschiedenis
Het prototype van het personage Blek werd in 1953 geïntroduceerd in een ander stripverhaal, Il Piccolo Trapper. De blonde reus kreeg een jaar later zijn eigen serie en van 1954 tot 1967 werden 654 strips uitgegeven. Op het hoogtepunt werden 400.000 albums per week verkocht van de strip. Na een financiële onenigheid met de uitgever in 1965 besloten de auteurs om te stoppen met de reeks en ze gingen verder met Comandante Mark.
De strip werd ook in andere landen uitgebracht zoals Griekenland (ΜΠΛΕΚ), Turkije (Teksas, Çelik Blek), Frankrijk (Blek le Roc) en Joegoslavië (Veliki Blek). In Scandinavië werd hij ook Davy Crockett genoemd, hoewel hij niets te maken heeft met de historische figuur. 